# Mark Spragg
Mark Spragg (Wyoming, 1952) è uno scrittore statunitense.
Nato nel mondo rurale del Wyoming nel 1952 Spragg si è formato a contatto con la natura e ha tradotto nei suoi romanzi e memorie gran parte dei ricordi della sua giovinezza. Ha scritto alcuni romanzi di successo, tra i quali An Unfinished Life, da cui è stato tratto un film diretto dal regista svedese Lasse Hallstróm e sceneggiato dallo stesso Spragg, interpretato da Robert Redford, Morgan Freeman e Jennifer Lopez (titolo italiano Il vento del perdono)

## Opere
- Thunder of the Mustangs: Legend and lore of the wild horses, San Francisco 1997, Sierra Club Books. ISBN 0871569744.
- Where Rivers Change Direction,Salt Lake City 1999, University of Utah Press. ISBN 0874806178
- The Fruit of Stone, New York 2002, Riverhead Books. ISBN 1573229938.
- An Unfinished Life, New York 2004, Knopf, ISBN 1400042011.
- Bone Fire, New York 2010, Knopf, ISBN 9780307272751